# Пороги (Івано-Франківський район)
Поро́ги — бойківсько-гуцульське село Івано-Франківського району Івано-Франківської області, розташоване на берегах річки Бистриці Солотвинської, за 32 км від Богородчан та за 40 км від найближчої залізничної станції Надвірна. Через село проходить автомагістраль. Село належить до Солотвинської селищної громади.

## Походження назви
Назва утворена шляхом плюралізації та онімізації апелятива «поріг» (кам'яне мілководдя в руслі ріки, виходи гірських порід на її дні; поперечний виступ, невеликий водоспад). Найвірогідніше, що поселення виникло на місцевості, де були великі пороги на річці Бистриця Солотвинська.

## Географія
У селі потік Клим впадає у річку Бистрицю Солотвинську.
Розташовані водоспади Під Комином, Під Комином верхній, Липни́ки. Біля присілка Діли розташовані водоспади Біля Пасіки та Перемога.

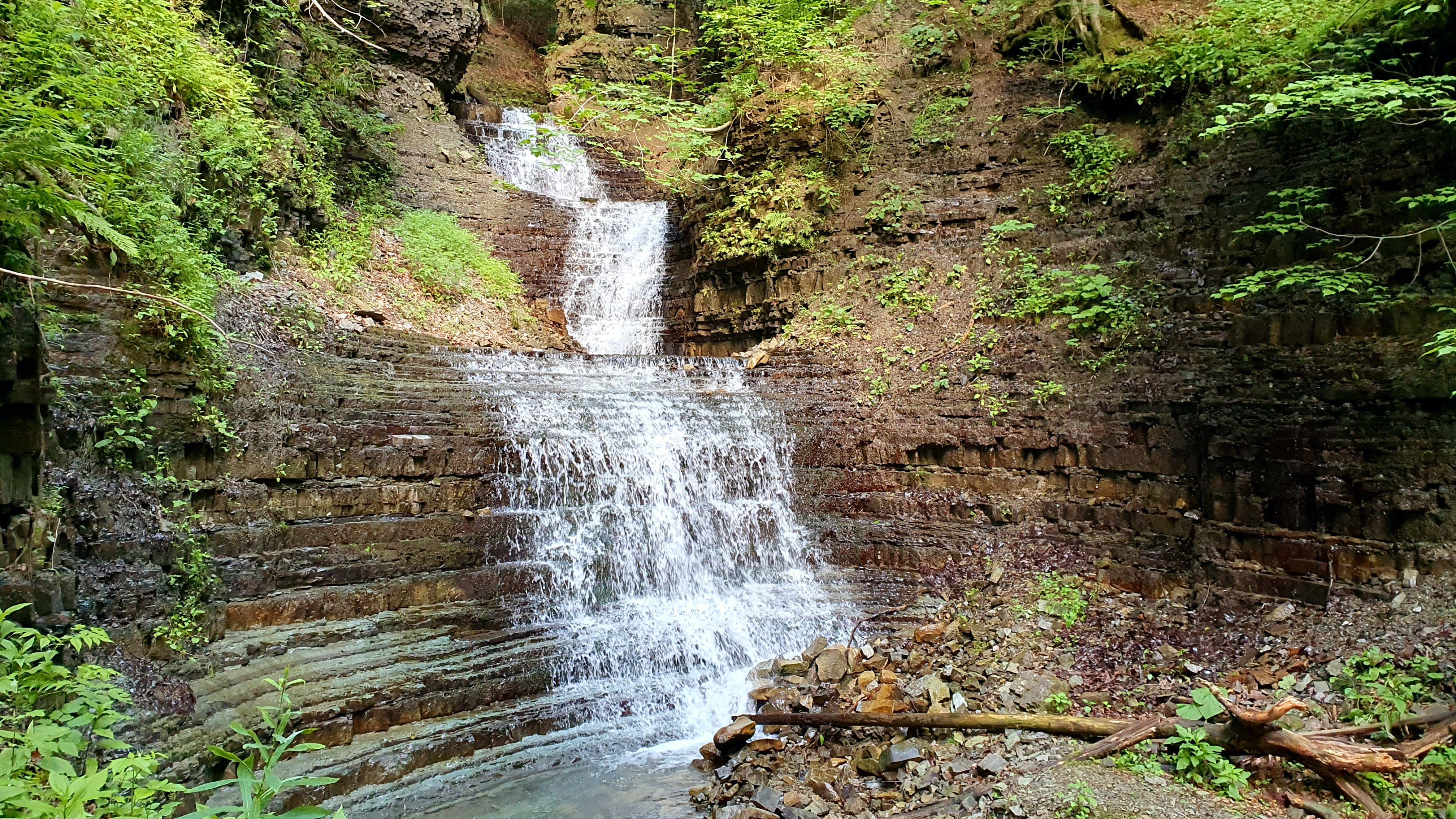
Водоспад Під Комином Верхній
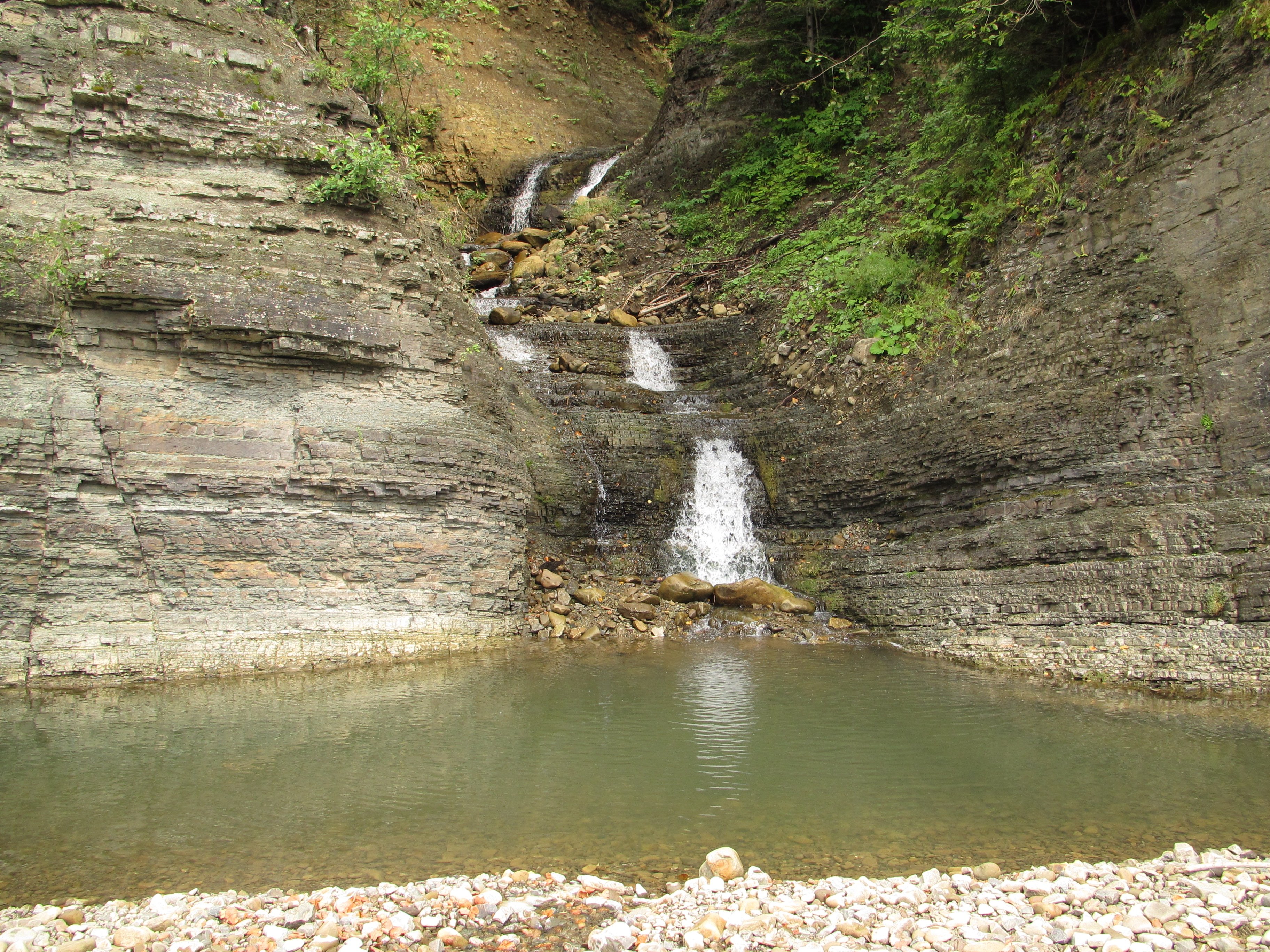
Водоспад Під Комином
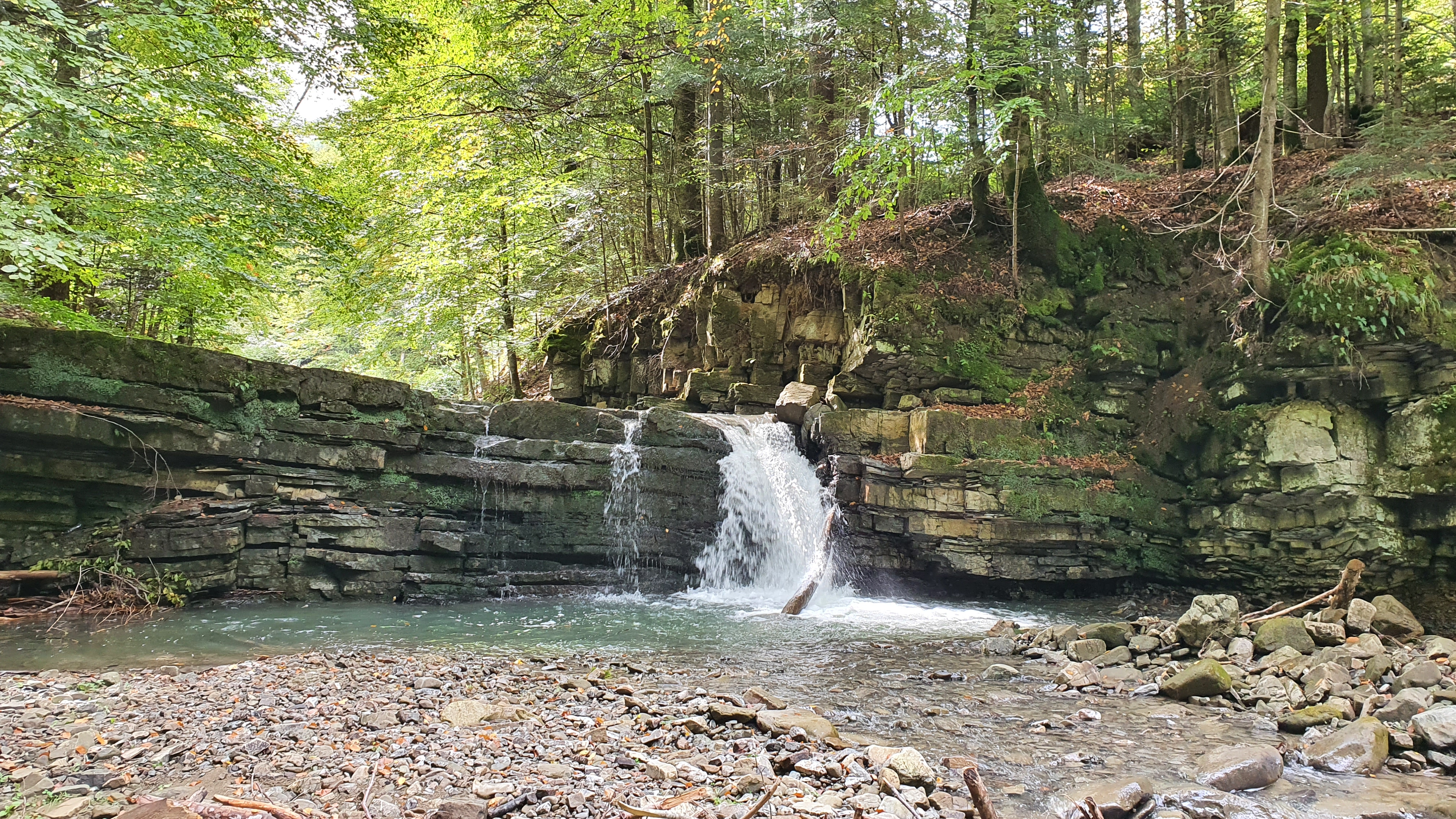
Водоспад Біля Пасіки (присілок Діли)
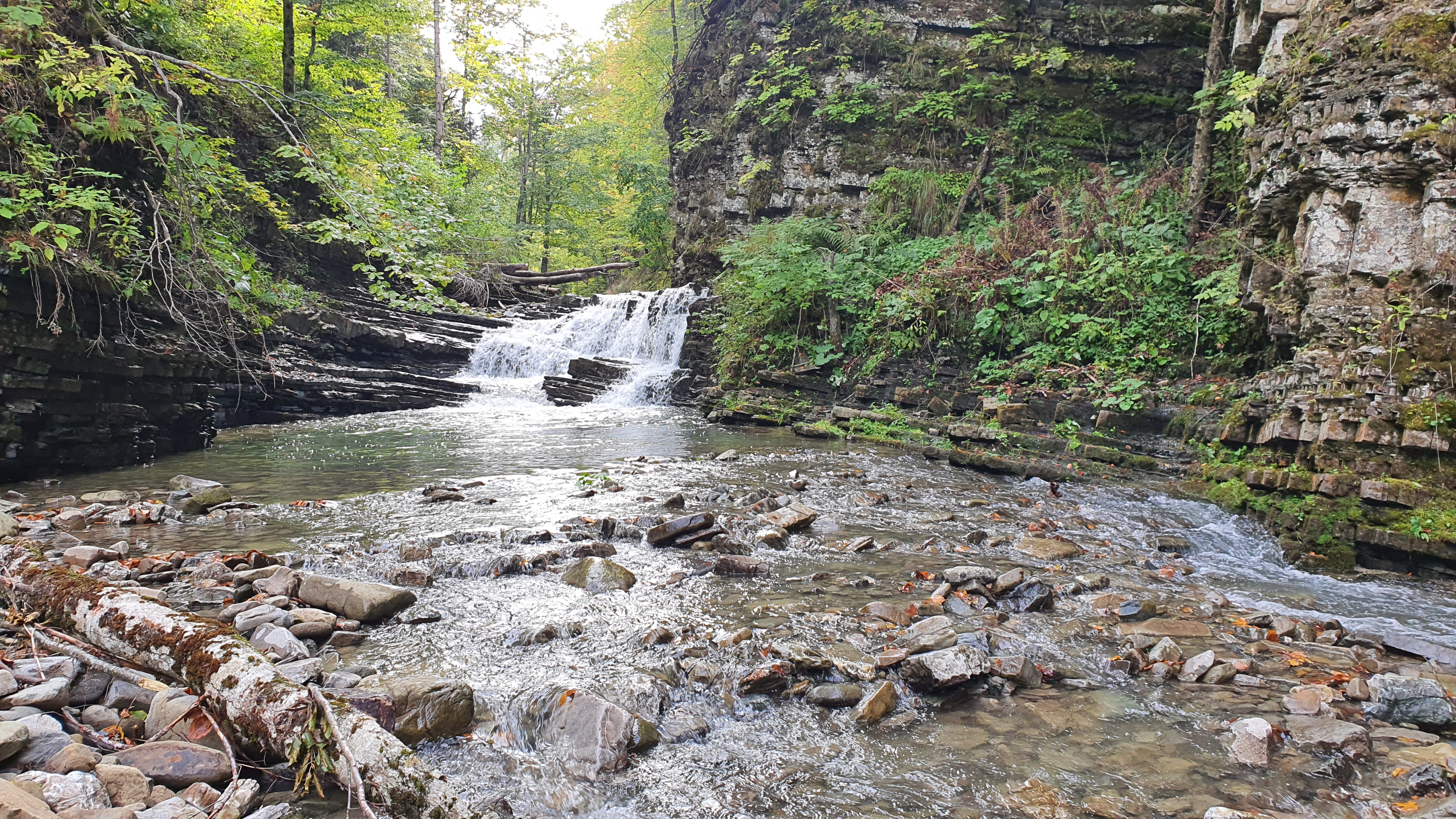
Водоспад Перемога
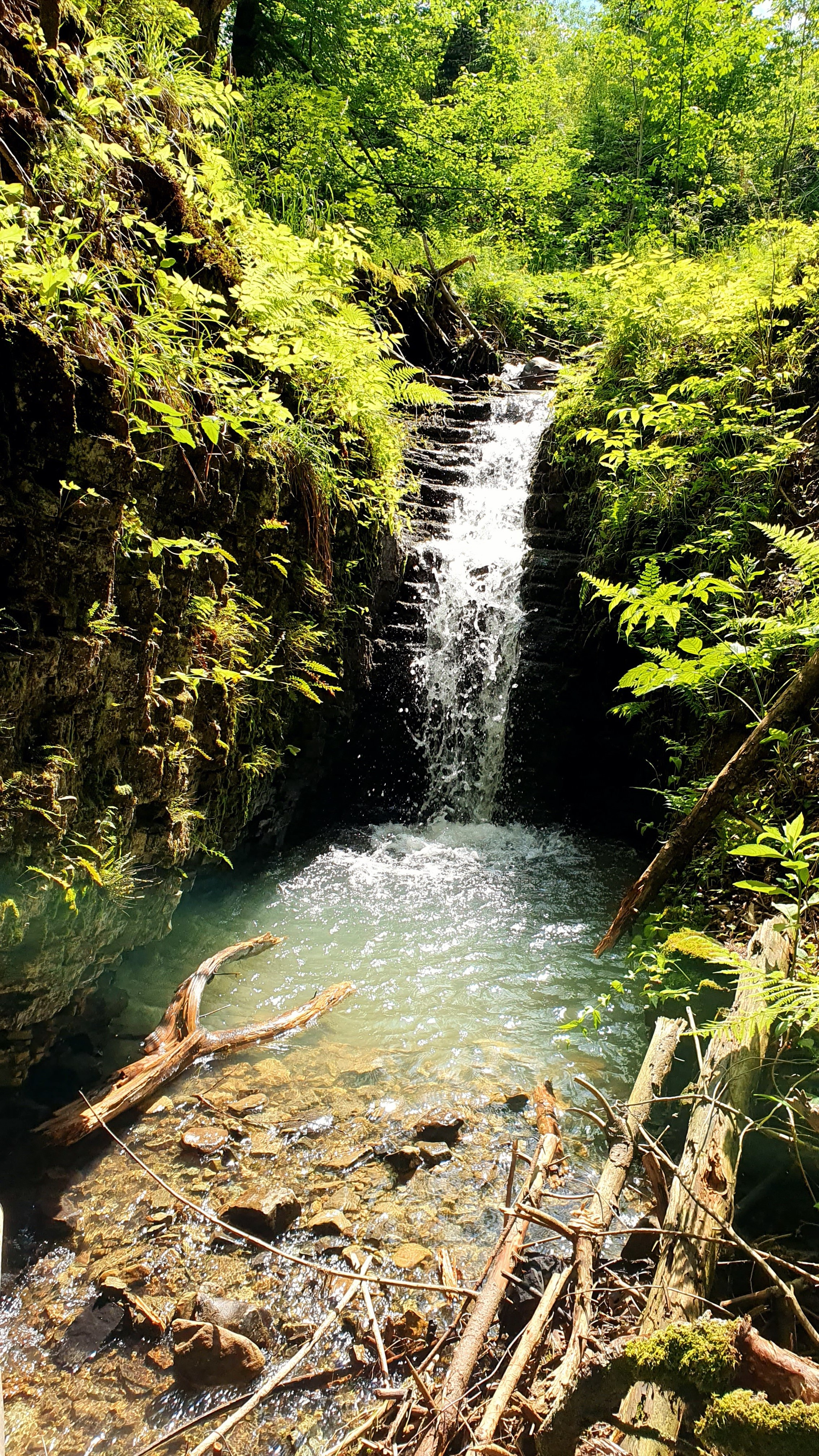
Водоспад Липни́ки

## Історія

### Перші згадки та Річ Посполита
За давніми усними переказами, село є одним з найдавніших у районі, історія якого тягнеться ще з перших державницьких утворень на цій території — Галицького, а потім Галицько-Волинського князівства. Тут потрібно зазначити, що оскільки в селі не проводились жодні археологічні розкопки, говорити про давність селища важко. Про поселення краю в той період не збереглося ніяких певних даних. Найдавніший перелік поселень Галичини поміщено у Воскресенському літописі, який написаний у другій половині XIV століття, але він далеко не повний. Більшість документів та грамот знищені з приходом Угорського та Польського королівств на карпатські землі, а ті що збереглися виявились фальшивими ― під час ґрунтовного аналізу це виявили Грушевський та Зубрицький. Багато бібліотек та фондів з старовинними документами спалили татари, які досить часто здійснювали військові походи на ці землі.

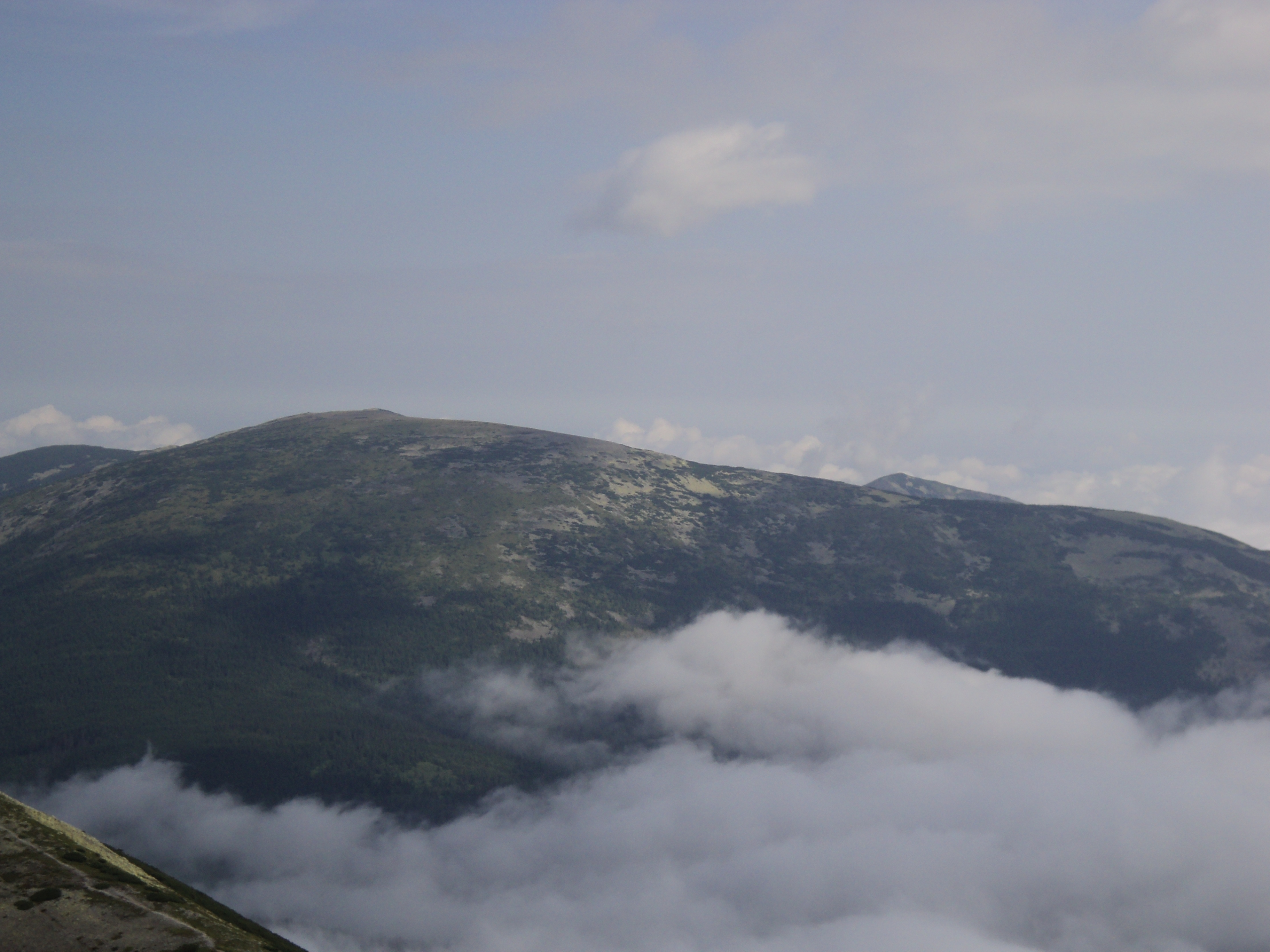
Гора Ігровець. Давнє сакральне місце?

Цілком ймовірно, що село ще існувало до Галицького князівства ― у перших століттях нашої ери. Про це свідчать дохристиянські, язичницькі назви, які містяться в цьому регіоні. Назва гори Ігровець, яка розташована на південь від села, є реліктом язичницького лексикону (від слів «ігровище», «гра») та позначає місце, де збиралися мешканці тутешніх місць для ритуальних поклонінь. Гора ще й має досить велику за площою вершину, де могли поміститись багато людей. Ґорґанські плоскі камені, якими всіяна верхівка гори, були придатними для побудови язичницьких капищ. Це свідчить про сакральність даного регіону. Манявський монастир, який знаходиться неподалік, також підтверджує цю теорію, адже відомо, що більшість християнських споруд у давню епоху навмисне будували біля великих язичницьких ритульних місць. 
Тут могли проживати, до захоплення території Київською Руссю, плем'я білих хорватів, частина яких покинула Галичину на межі VII—X століть та перейшла на Балкани. Проте інша частина племені, за словами візантійського імператора Костянтина VII Багрянородного, таки залишилися на своїх прадавніх землях. Потім білі хорвати найвірогідніше асимілювалися з плем'ям уличів, як емігрували зі сходу. Нові археологічні розкопки, які проводилися в Богородчанському районі, віднайшли давні стоянки білих хорватів у селах Горохолино та Грабовець, що свідчить про давню заселеність цього регіону. При цьому ці села, на відміну від Порогів, не позначені на картах XVII століття ― найвірогідніше, через малу кількість жителів.
Люди карпатської місцевості в давні часи користувалися дарами природи, які також йшли на експорт закордон. У Карпатах знаходять давні візантійські та арабські монети, які свідчать про велику інтенсивність торгівлі в цьому регіоні. Особливо цінними для інших народів були карпатська деревина та шкіри диких тварин, які були одним з головних предметів експорту Галичини. В околицях села на той період проживала велика кількість диких тварин: олені і ведмеді, вовки, козли, дикі кабани. Послуговулися вони як на м'ясо так і на хутро.

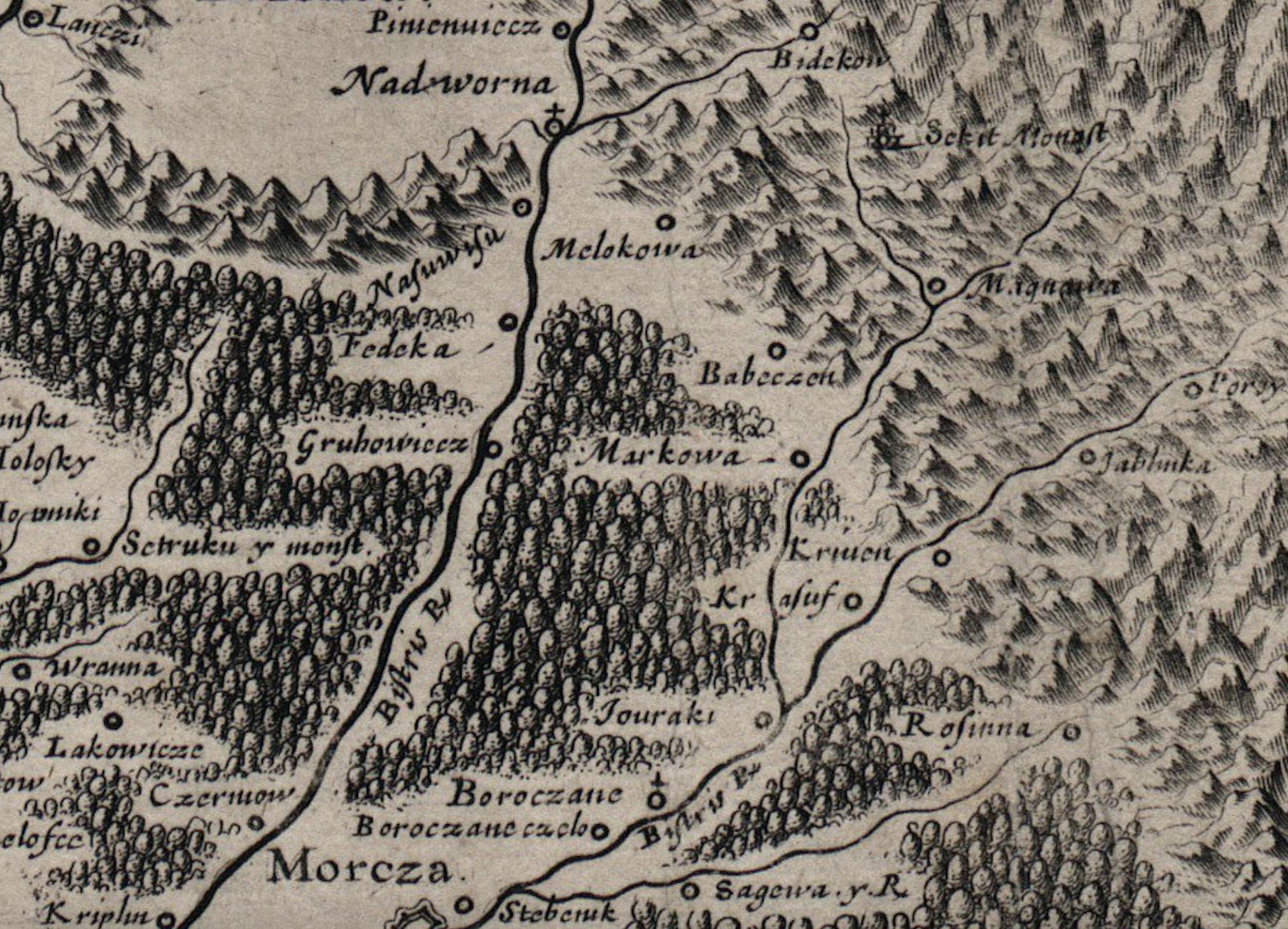
Porjy (Пороги) у правому верхньому куті на карті Боплана (1650 рік).

Перша письмова згадка села датується 1596 роком. У Львівському архіві знайдено справу, яка датується XVII століттям, жительки села Порогів Насті Б., яка була розвідницею Богдана Хмельницького ― засуджена польським урядом на смертну кару. Реєстр осіб Метричної книги тут сягав до 1754 року.

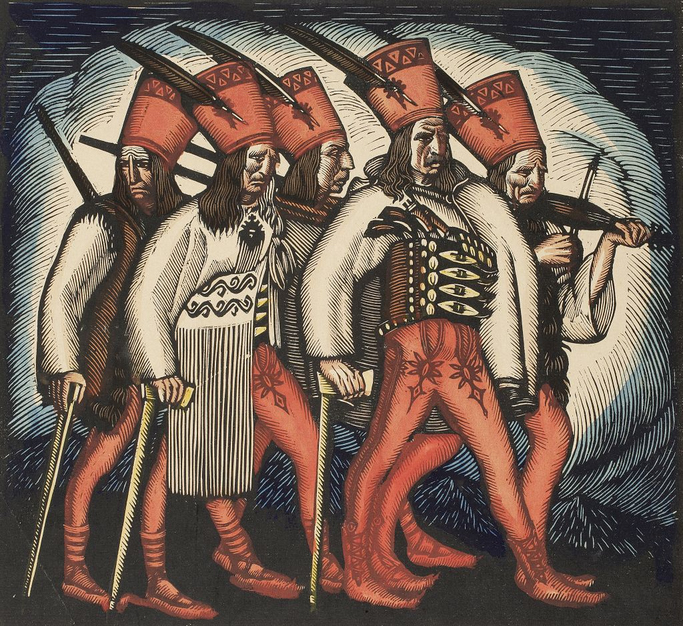
Марш опришків

Пороги в давнину складали одне село разом з теперішніми адміністративно-самостійними селищами — Гутою та Богрівкою. У південній частині Порогів (тепер село Гута), за часів Речі Посполитої, розміщувалися королівські драгуни ― озброєна польська кавалерія, яка мала завдання боротися з гуцульськими опришками, що діяли в цьому регіоні. У районі села та близьких до нього гір, у певний період дислокувався Олекса Довбуш зі своїм загоном. Згідно зі станиславівськими судовими книгами, серед опришків, якими ватажив Олекса Довбуш, були якийсь Квічук та Дмитро Ониськів з села Порогів. За легендами, поблизу села, в одному з гірських гротів, Довбуш заховав свій найбільший скарб, після того як здійснив напад на Богородчанський замок.

### Пороги під правлінням Відня
З 1772 по 1918 рік Пороги були в складі Австрійської імперії (Габсбурзької монархії, дуалістичної Австро-Угорщини).
За часів австрійського панування, село починає економічно та культурно розвиватися. Тут діяв великий паровий лісопильний завод, де щоденно працювали, згідно з офіційними даними, 29 чоловіків, 2 жінок та 4 дітей. Продукти заводу, найчастіше це були дошки, постачалися до інших земель Галичини. У минулому ліс сплавляли річкою Бистрицею Солотвинською бокорашами (складені в пліт очищені стовбури дерев) у Солотвин, Богородчани та Станиславів, а подекуди і до Дністра. Для розуміння того наскільки цей спосіб був популярний на Бистриці Солотвинській, наводимо підрахунки Галицького намісництва Австро-Угорщини, які показують, що протягом 1896—1903 років річкою було сплавлено 7823 бокорашів.
У Порогах діяв член Руської Трійці Іван Вагилевич. За часів Австро-Угорщини, у селі діяла культурна організація «Просвіта», організаторами якої були отець Галятовський та вчитель Замора. У 1914 році, з приходом короткотривалої російської окупації, Замора (за антиросійські дії) був репресований і висланий в Росію. В село він уже не повернувся.
Пороги було досить велелюдним поселенням того часу. У XIX столітті тут проживало більше ніж 2000 осіб.
Кількість населення с. Пороги за переписами Австро-Угорської монархії:
1857— 2060 мешканців
1870— 2023 мешканців
1880 — 2171 мешканців

### Західноукраїнська Народна Республіка та Польська республіка
В 1914—15 роках село перебувало під владою росіян, внаслідок просування воєнного фронту Першої світової війни на захід. Під час російського перебування в селі почалися переслідування «українофільської» інтелеґенції. Був репресований та відправлений в Росію вчитель сільської школи Замора. За підозрою в українофільстві вивезено на схід греко-католицького пароха села М. Ганкевича. На його місце було відправлено православного священника. Греко-католицька церква в Галичині загалом переслідується. Села насильно переводять на православ'я.
На початку листопада 1918 року в селі було встановлено владу Західноукраїнської Народної Республіки. На початку червня 1919 року поселення перейшло під правління Польської Республіки.

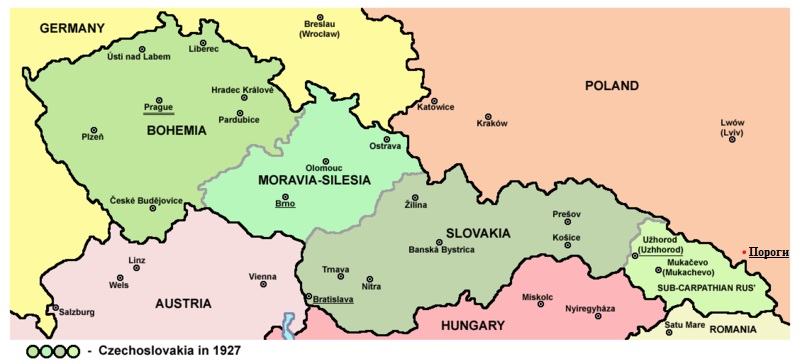
село Пороги на міжвоєнній карті Східної Європи

Через близькість до кордонів Першої Чехословацької республіки, село було інформаційним мостом між екзильним урядом ЗУНР у Відні та галицьким підпіллям у Польській Республіці. Саме горами через село Пороги передавалися важливі листи та документи галицьких діячів у еміграції на територію тодішньої Польщі. Активну участь брав у цьому отець Іван Мокрицький. 
Більше 50 років у Порогах працював вчителем М. Магдій. Тут він і похований. Але, на жаль, незаслужено забутий.

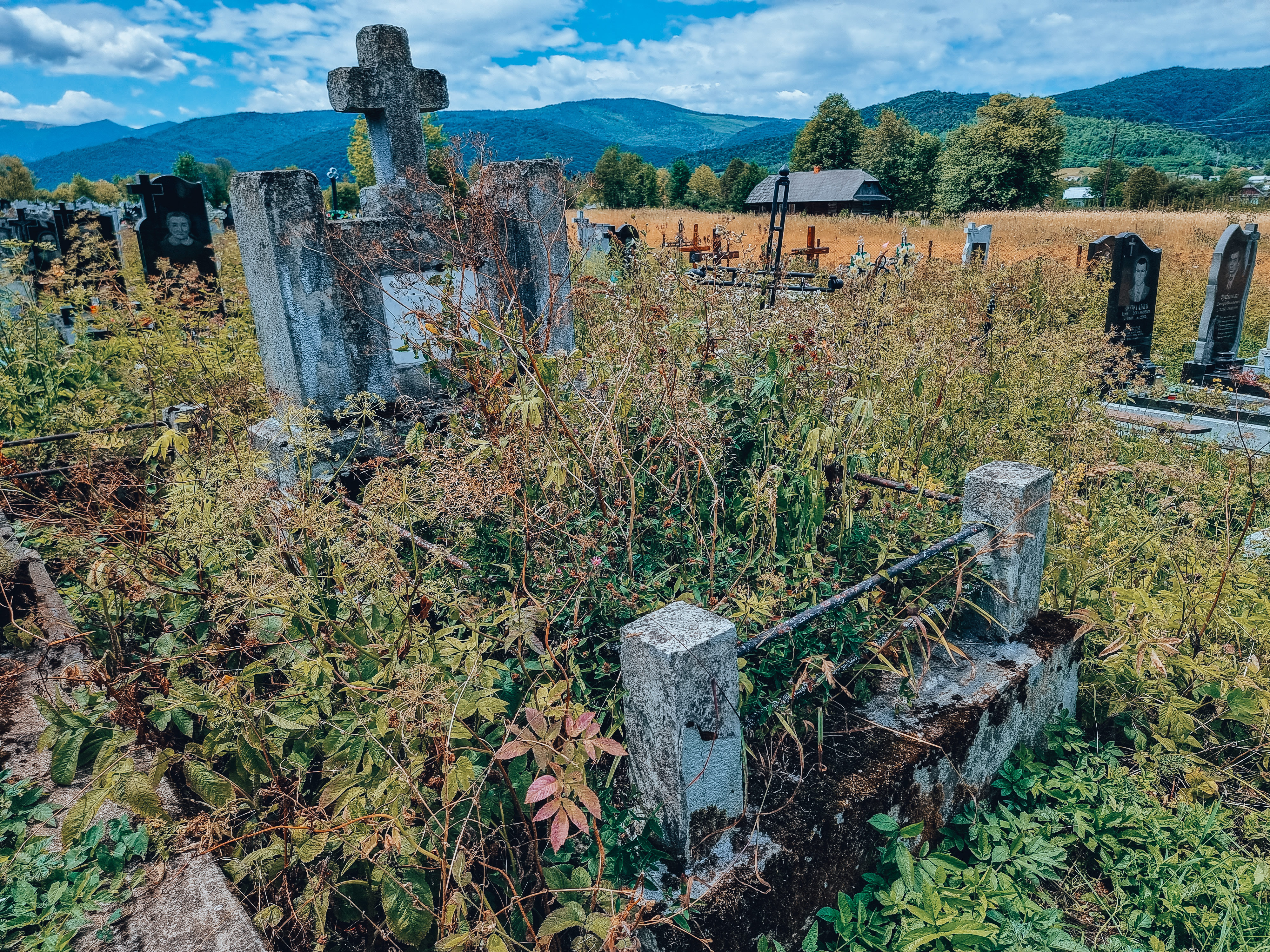
Могила Теодори Кобилянської в селі Пороги

У Порогах жила і постійно працювала пані Теодора Кобилянська (Ціховська), дім якої був місцем зустрічі і відпочинку для галицької інтелігенції. Сюди майже кожного року приїжджав український політичний діяч, посол австрійського парламенту Юліан Романчук ― далекий родич Теодори Кобилянської. Частем гостем бувала відома українська письменниця Ірина Вільде. Її «Сестри Річинські» частково писалися в Порогах. Пані Кобилянська займалися меценатством. Молодь Порогів завдяки допомозі подружжя Кобилянських навчалася в інститутах. Коли прийшла радянська влада, Кобилянську звинуватили в націоналізмі. Покарання відбувала в Караганді. У 1956 році повернулася в Пороги. Похована в селі.
У 1930-х роках присілок Гута відділився від Порогів і став окремою адміністративною одиницею.

### Друга світова війна
Під час Другої світової війни діяли партизанські загони УПА. Дану територію покривав курінь «Сивуля». У межах та поблизу села проводилися активні бої між УПА та більшовиками. 

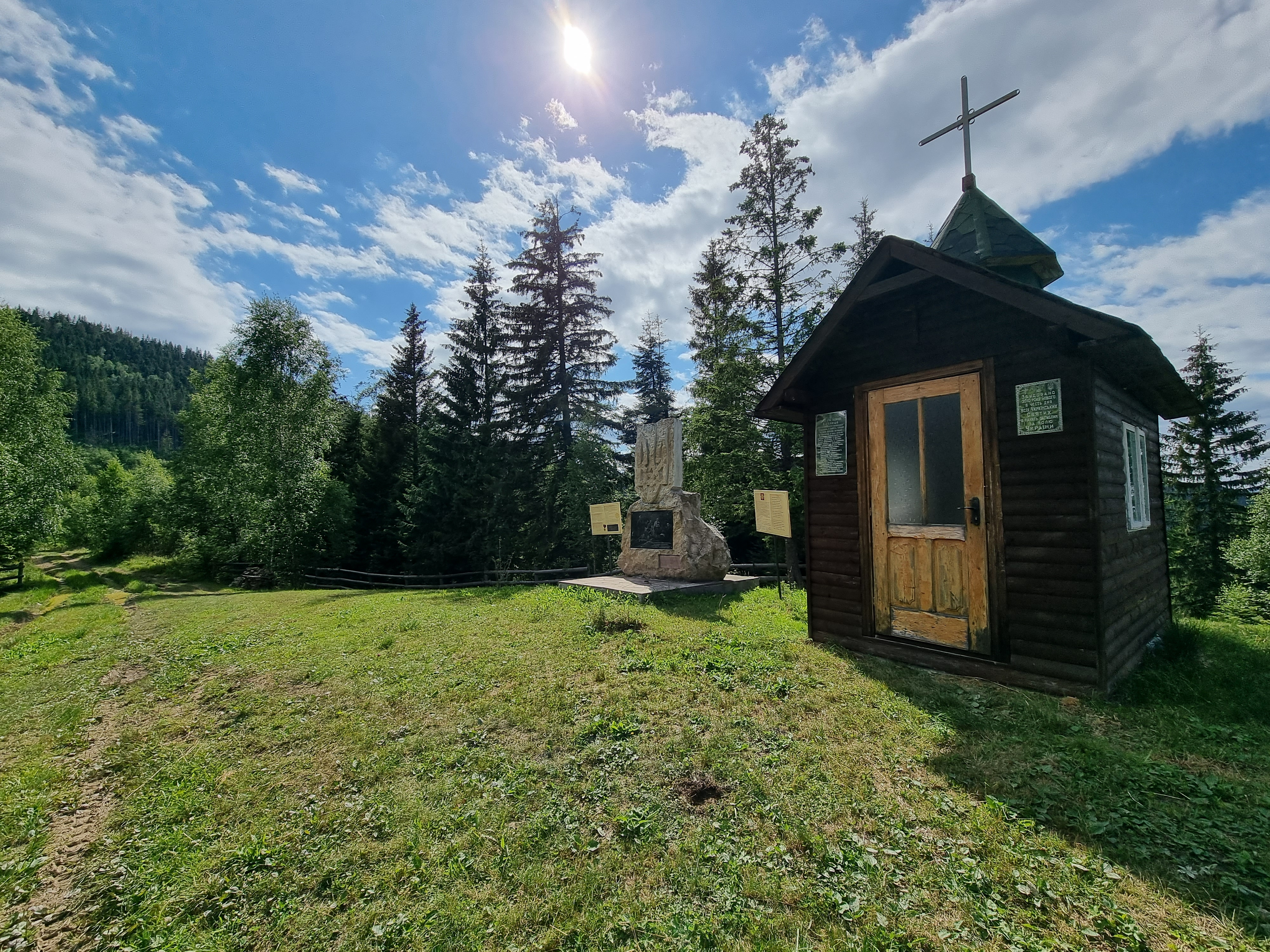
Капличка та пам'ятний знак на полонині Малиновище

Підстаршинська школа УПА базувалася на полонині Малиновище, яка знаходиться між селами Пороги та Манява. Також тут було облаштовано військовий табір, шпиталь, колибу радисток, майстерню, склади зброї та продуктів. 20 вересня 1944 року до віддаленого табору УПА добрались загони НКВС. Більшовики сконцентрували приблизно 800 чоловік, а повстанців було тільки 300 чоловік. Між червонопогонниками і бійцями УПА відбувся бій, внаслідок якого було вбито близько 40 та поранено 50 ворожих солдатів. УПА втратило 10 людей, ще 5 вояків отримали поранення різних ступенів важкості. Через півстоліття, 15 серпня 1997 року, члени районного Братства ОУН-УПА встановили на місці поховання повстанців пам'ятний знак.
2 січня 1946 року відбувся бій між вояками УПА та більшовиками на горі Клим. Більшовики тоді атакували загальною чисельністю 150 чоловік. У результаті вбито 28 більшовиків, поранено 24, важко поранений в бою був капітан НКВС. УПА втратило 3 чоловік, 2 були поранені.
З 1941 по 1944 рік село входило в окрему адміністративно-територіальну одиницю ― Дистрикт Галичина, що підпорядковувалася Третьому Рейху.

### Радянський період та у складі незалежної України
З 1939 по 1941 та з 1944 по 1991 рік село перебувало під російською окупацією. У радянський час у селі функціонували середня школа, клуб, бібліотека. Тут знаходились 2 лісництва й лісопункт Солотвинського лісокомбінату, який постачав ділову деревину Брошнівському ДОКу Рожнятівського району і Дзвиняцькому фанерно-меблевому цеху Солотвинського лісокомбінату. Лісопункт виготовляв також хвойне борошно — корм для великої рогатої худоби. У цей період споруджено обеліск на честь воїнів Другої світової війни, яких окупаційний режим примусово мобілізував до армії, де вони й загинули.
З 24 серпня 1991 року село у складі незалежної України.
23 вересня 2018 р. встановлено й освячено пам'ятний хрест в урочищі Жолоби, що за 22 км від села, де загинули підпільники ОУН «Морський» і «Сокіл».

## Населення

### Мова
Розподіл населення за рідною мовою за даними :
| Мова       | Кількість | Відсоток |
| ---------- | --------- | -------- |
| українська | 3123      | 99.91%   |
| російська  | 2         | 0.06%    |
| білоруська | 1         | 0.03%    |
| Усього     | 3126      | 100%     |

## Релігія
- Церква Преображення Господа нашого Ісуса Христа (мурована, УГКЦ).Побудована з 1990 до 2000. Отець Дмитро . Та старший брат квич Д.

## Відомі персоналії

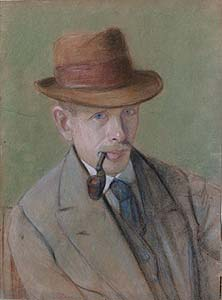
Модест Сосенко

- Модест Сосенко — відомий український художник доби Австро-Угорщини. Яскравий представник мюнхенської сецесії та українського модерну.  Його іменем названо одну з вулиць Львова. Митрополит Андрей Шептицький був великим поціновувачем його таланту та близьким другом. Народився в сім'ї священика, пароха с. Пороги отця Данила Сосенка.
- Ебергард фон Кюнсберґ — відомий німецький юрист австрійського походження. Зробив собі ім'я перш за все як юридичний історик. Спочатку як працівник, потім як видавець, працював над німецьким юридичним словником: «Словником старої німецької юридичної мови». Він також заснував і назвав юридичний фольклор як нову наукову дисципліну. Його батько, Ульріх фон Кюнсберґ (1847—1923), був у Порогах майстром лісового господарства.
- Мойша Шеффер — нафтовий підприємець, батько відомого ізраїльського футболіста та тренера Еммануеля Шеффера.

## Цікаві факти
- Село згадується в книзі письменника Володимира Єшкілєва «Унія».